# 가와니시촌 (니가타현 니시칸바라군)
가와니시촌(河西村)은 니가타현 니시칸바라군에 설치되었던 촌이다. 현재의 니가타시 니시구에 해당한다.